# Tora! Tora!
Tora! Tora! è stato un festival musicale itinerante che aveva l'intento di riunire il meglio della scena alternative italiana in una serie di date di concerti da svolgersi di volta in volta in diversi comuni d'Italia (progetto applaudito anche dal creatore del Lollapalooza: Perry Farrell dei Jane's Addiction/Porno for Pyros). Organizzato per la prima volta nel 2001 e finanziato dalla casa discografica italiana Mescal si è svolto ininterrottamente per 5 edizioni fino al 2005.
I tour dal 2001 al 2004 sono stati accompagnati dall'uscita delle omonime compilation mentre per l'ultima edizione è stato pubblicato un libro fotografico "Tora! Tora! - 70 artisti si raccontano nel diario fotografico del Festival italiano itinerante".

## Storia

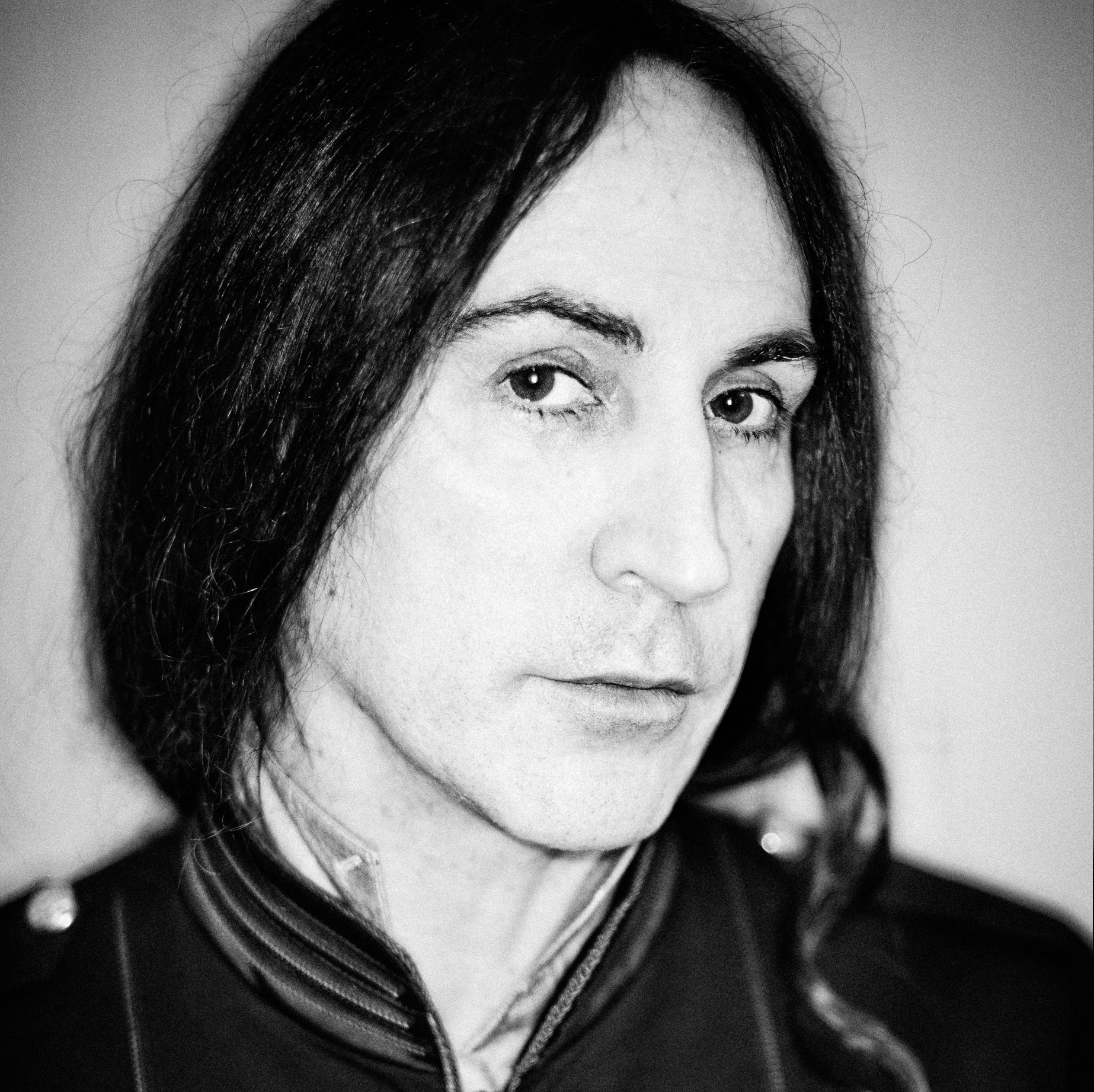
Manuel Agnelli, ideatore del festival

Manuel Agnelli, membro fondatore e leader del gruppo rock alternativo Afterhours, ne è stato il principale ideatore e organizzatore. L'idea è nata dalla necessità di far fronte ad un certo disinteresse da parte della maggior parte della stampa specializzata, tesa ad ignorare la scena musicale alternativa italiana. Il festival potenzialmente avrebbe dovuto fungere da megafono di promozione per le nuove band, veicolando musica e informazioni in maniera non tradizionale rispetto a quella da sempre imposta dai network radiofonici, i quotidiani e televisione. Riuscendo talvolta a fungere anche da scouting per il mainstream discografico.
L'edizione con più date e che ha riscosso maggior richiamo è stata quella del 2003,  in particolare con l'appuntamento del 19 luglio a Fossacesia che ha fatto registrare le 40.000 presenze. In occasione dei due eventi organizzati a Nizza Monferrato, su idea di Valerio Soave, il festival viene spalmato sull'arco di due giornate. La doppia data si rivelerà vantaggiosa in quanto permetterà di compensare i costi, permettendo di ospitare lo stesso numero di gruppi ma dimezzando gli spostamenti sul territorio. Anche dal punto di vista del pubblico l'evento risulterà diverso, essendoci la possibilità di campeggiare.
Nell'edizione 2004 si tenne una data speciale in concomitanza con il Festival di Sanremo e in occasione del Mantova Musica Festival mentre in estate si svolse in doppia serata solo in tre location (Castelnovo ne' Monti, Milano e Genova) con l'unica eccezione di un evento tenuto a Fiumicino il 26 settembre, dal titolo Mtv Brand: New Day organizzato da Mtv, con la partecipazione di alcune band del cast del Tora! Tora! con l'aggiunta della band americana Interpol.
Nel 2005 si svolse l'edizione finale del festival, solo date singole, ad eccezione di quelle tenute a Marcon. La prima venne ospitata in via eccezionale all'Arezzo Wave Festival, invece la serata conclusiva si tenne allo storico Velvet Rock Club di Rimini.
Nel 2007 termina il rapporto discografico tra la Mescal e gli Afterhours, e questa conclusione del sodalizio mise la parola fine ad ogni velleità futura per nuove edizioni del festival, che oltre a portare via grosse energie organizzative allo stesso Agnelli era diventato antieconomico (180.000 euro per ogni data), con tutto ciò che comportava anche in termini di logistica e relazioni con le amministrazioni.
Qualche anno più tardi ancora Manuel Agnelli, proseguendo sulla stessa idea di base, proverà a replicare il progetto dando vita a Il paese è reale, con la partecipazione di molti dei gruppi già presenti al Tora! Tora!.
Alle cinque edizioni della kermesse hanno preso parte più di cento artisti, alcuni dei quali hanno poi beneficiato della vetrina riuscendo a strappare un contratto discografico con una major. Subsonica, Perturbazione e Cristina Donà firmarono con EMI, gli Afterhours e i Linea 77 passarono ad Universal, mentre i Marlene Kuntz si accordarono con Virgin Records e successivamente Sony.
Oltre agli Afterhours, che hanno partecipato a tutte le tappe, gli altri musicisti maggiormente presenti sono stati i Modena City Ramblers, i Verdena, gli Africa Unite, i Meganoidi, gli One Dimensional Man, gli Shandon, Marco Parente e Cesare Basile.

## Edizioni del Festival

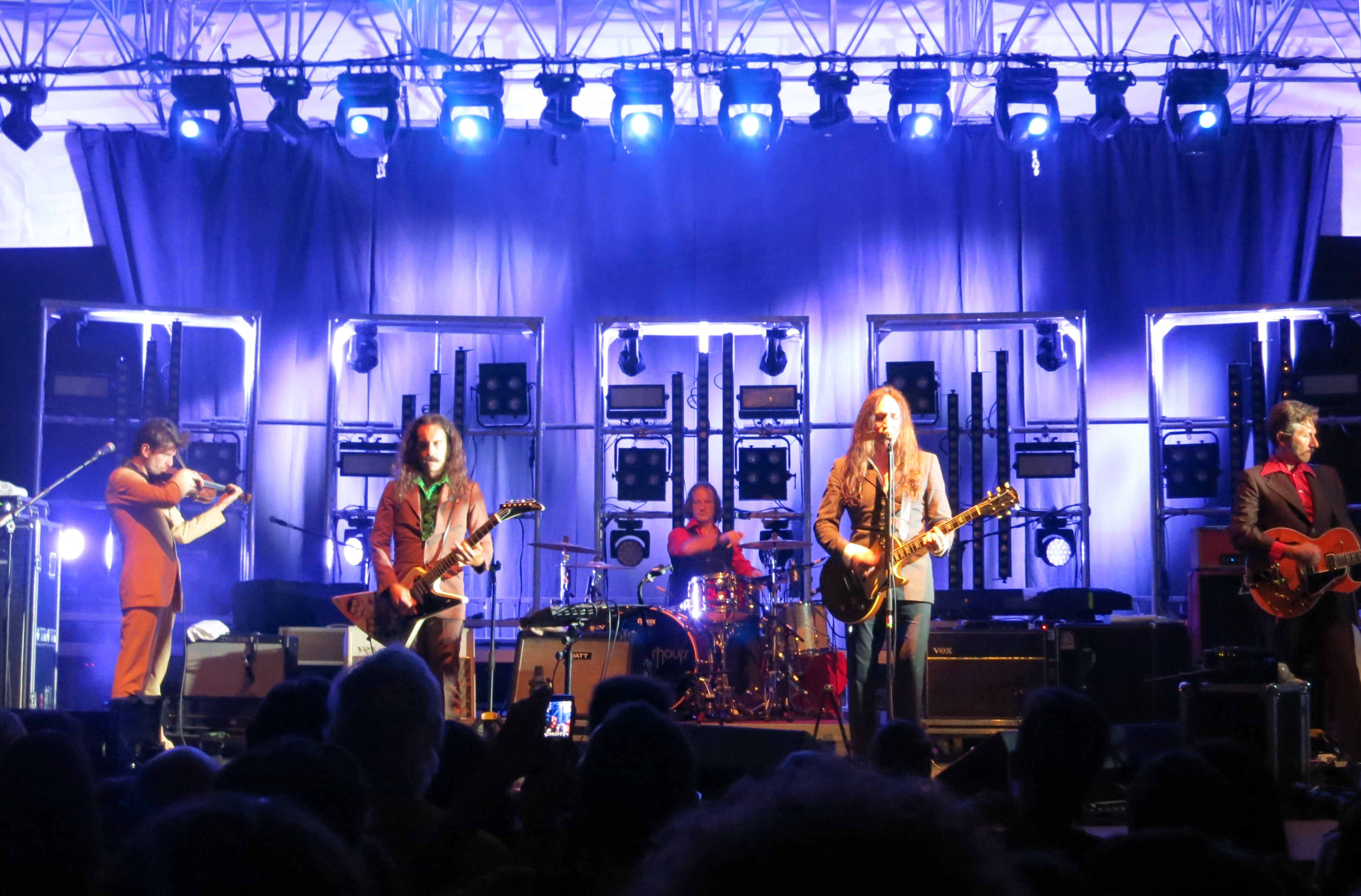
Gli Afterhours di Manuel Agnelli, "band resident" del festival.

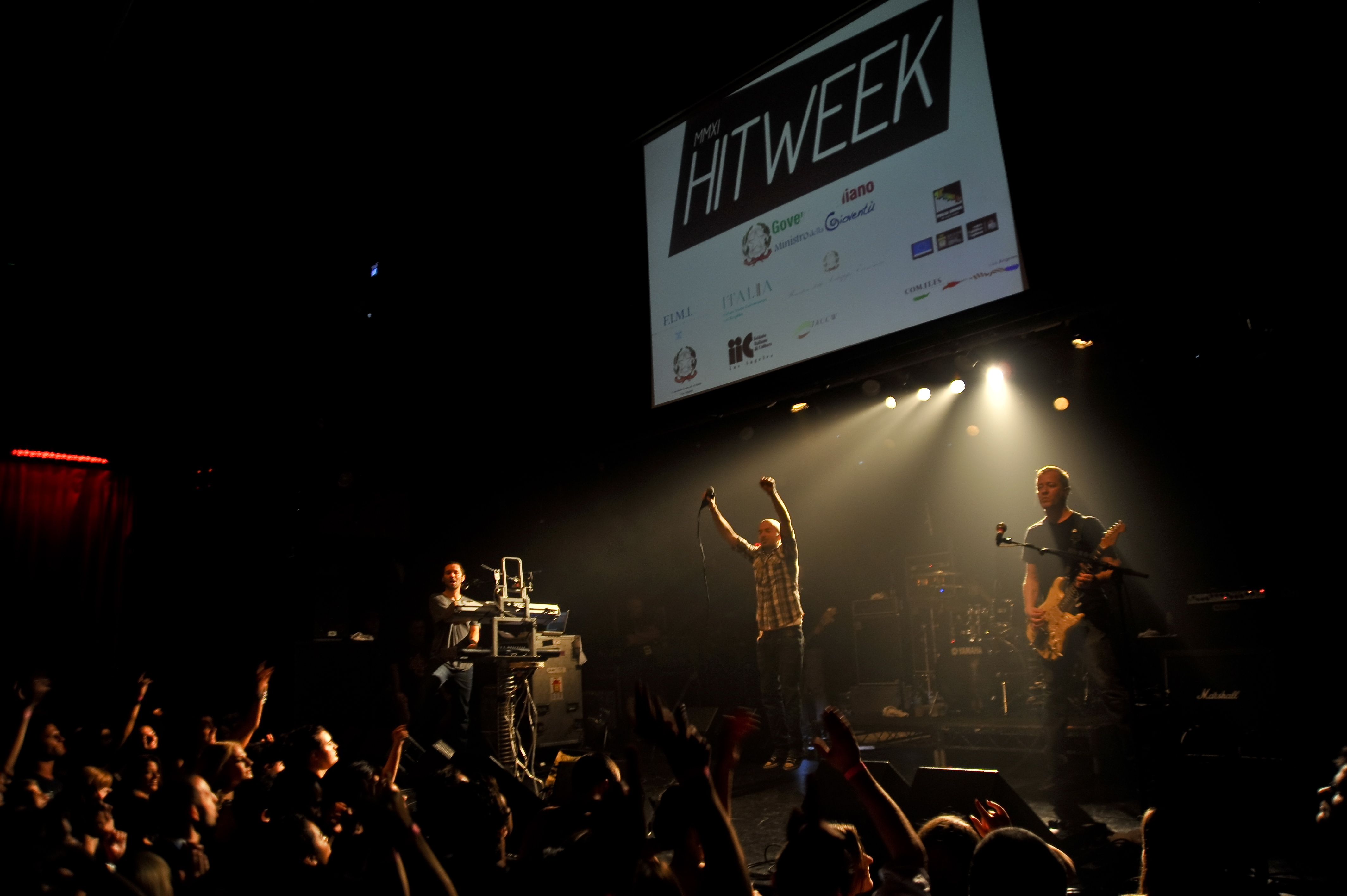
I Subsonica

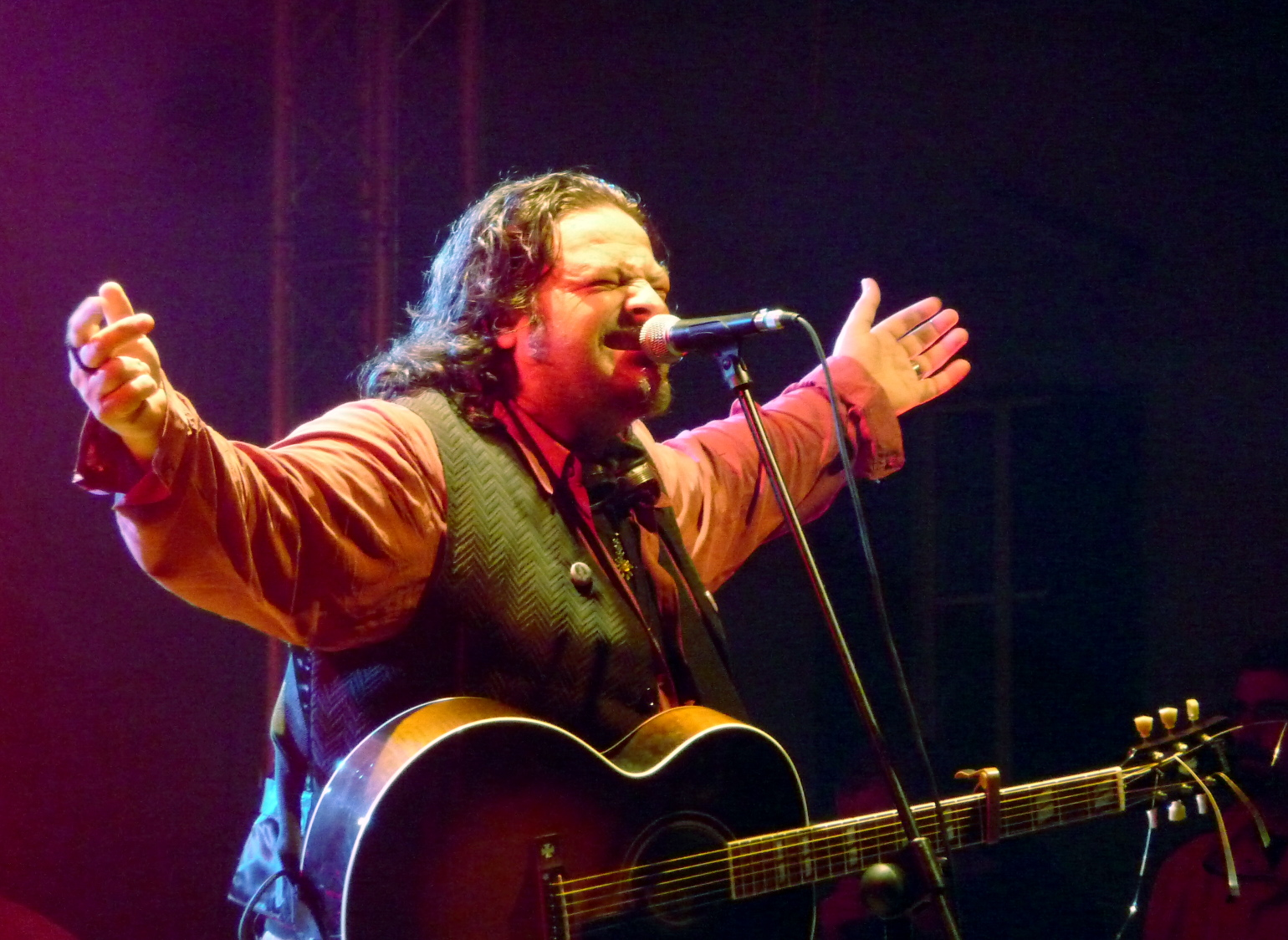
Cisco, cantante dei Modena City Ramblers all'epoca del Tora! Tora!

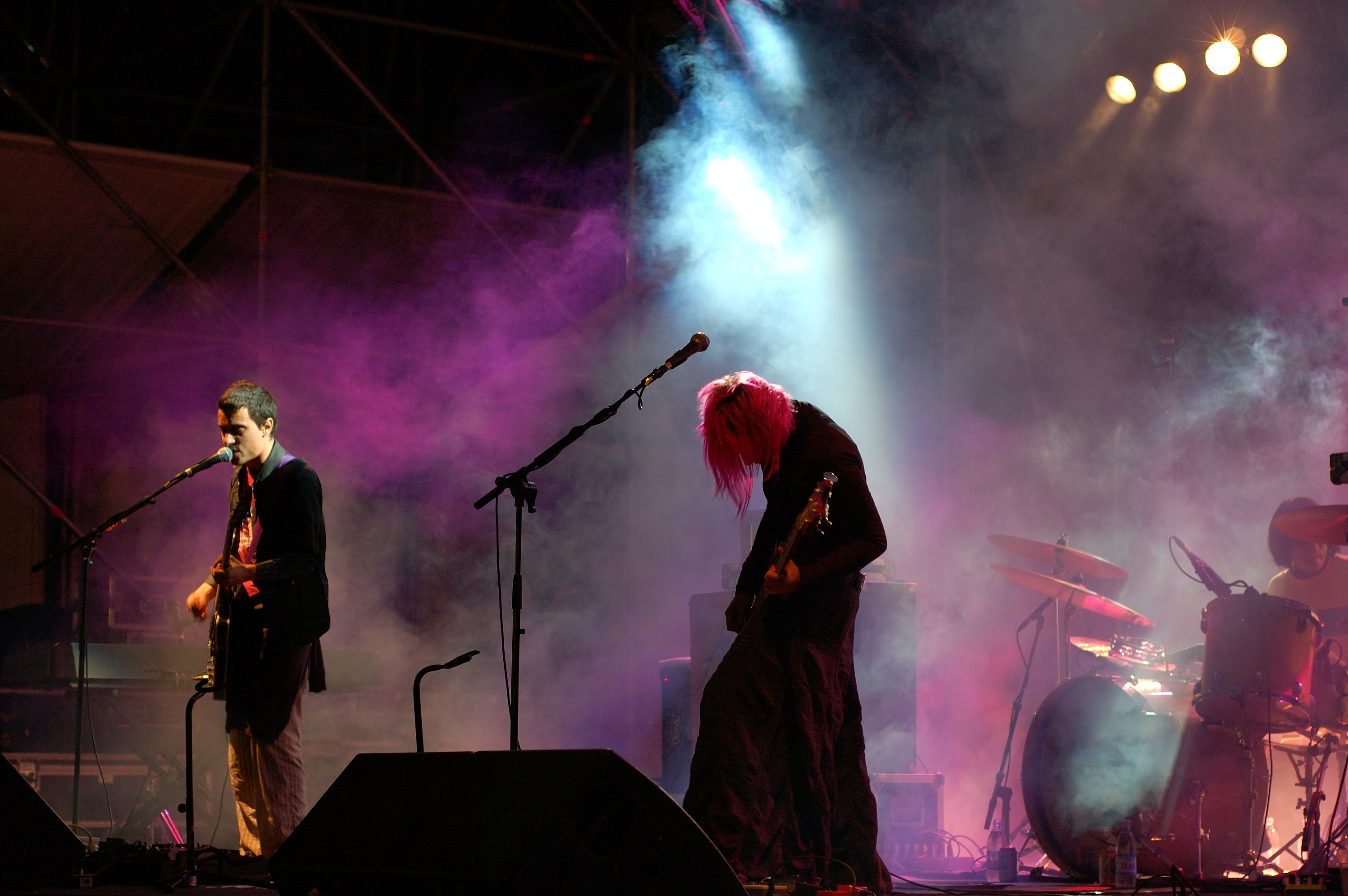
I Verdena

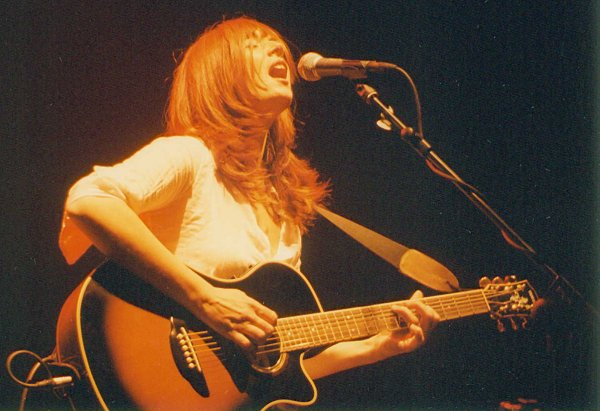
Cristina Donà

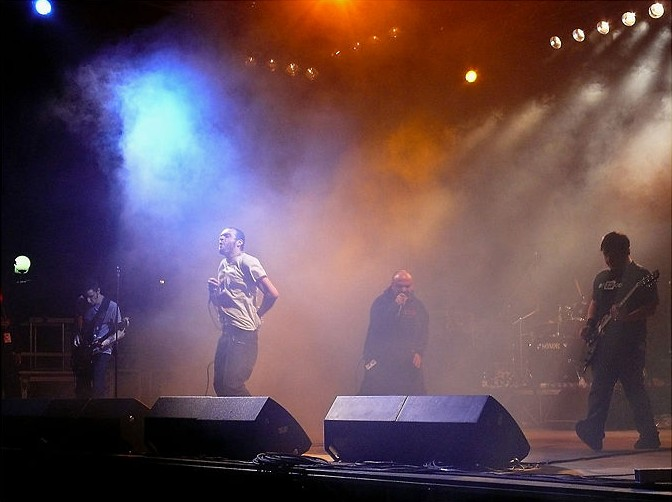
I torinesi Linea 77

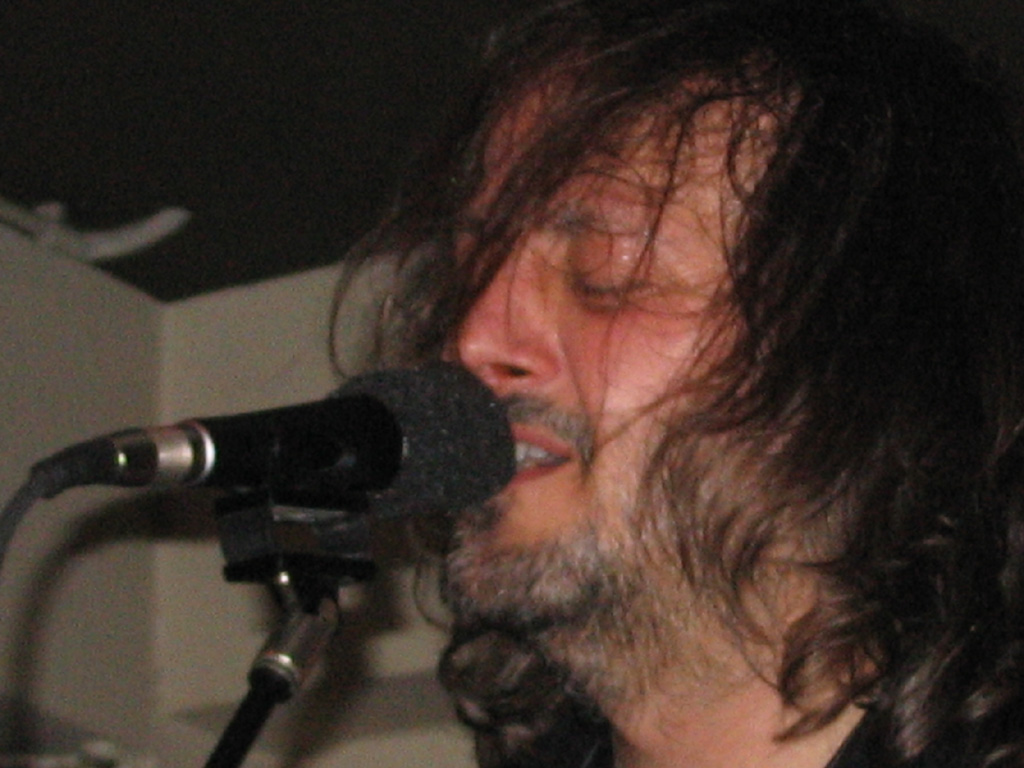
Cesare Basile

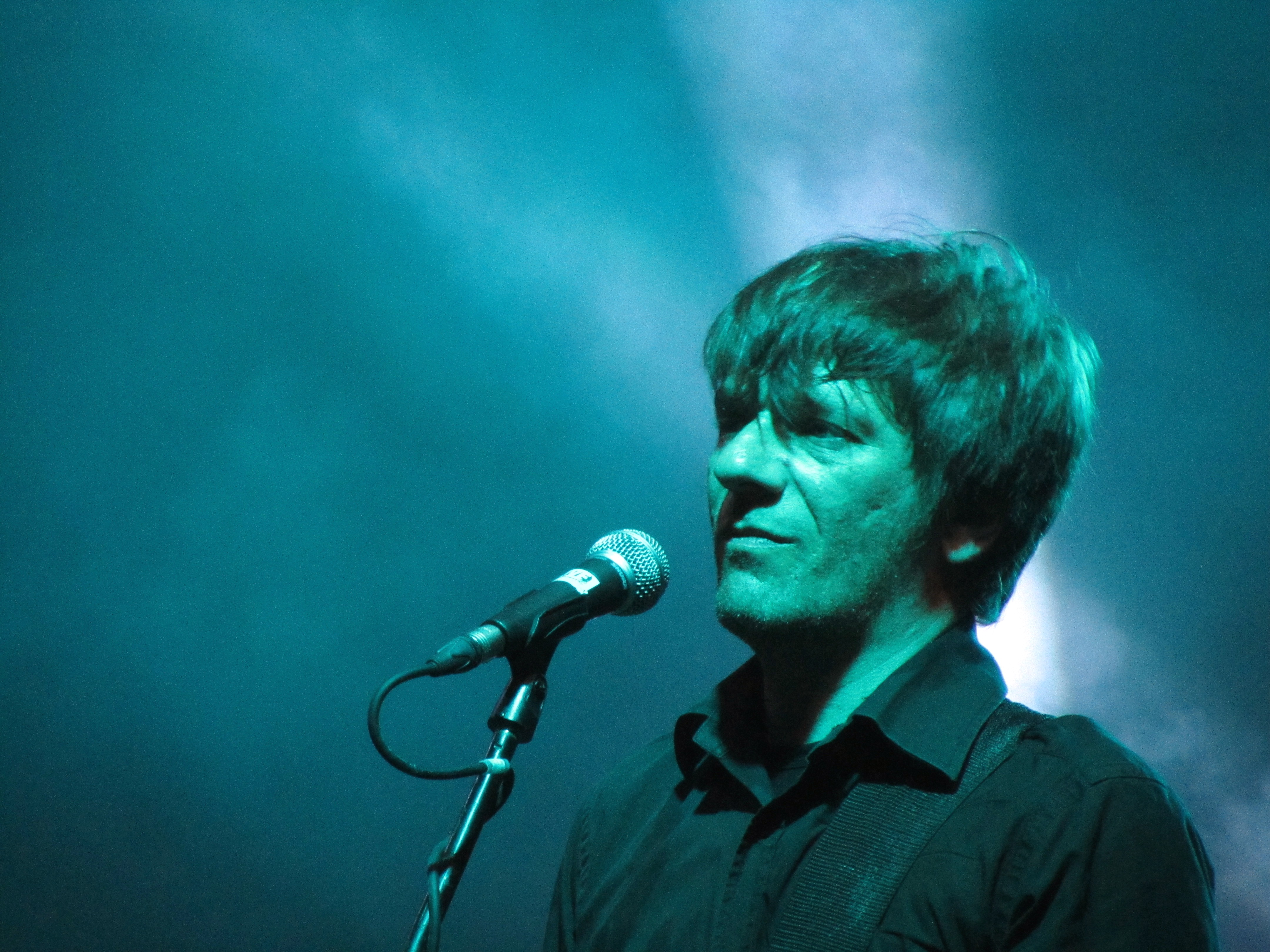
Pierpaolo Capovilla, cantante degli One Dimensional Man

### 2001: Prima edizione
| Data              | Città    | Location                       | Line up                                                                                            |
| ----------------- | -------- | ------------------------------ | -------------------------------------------------------------------------------------------------- |
| 10 giugno 2001    | Rimini   | Porto turistico                | Subsonica, Marlene Kuntz, Afterhours, Verdena, La Crus, Mao e Mau Mau                              |
| 14 luglio 2001    | Padova   | Parcheggio Nord Stadio Euganeo | Afterhours, Subsonica, Modena City Ramblers, Africa Unite, Verdena, Estra e Cristina Donà          |
| 19 luglio 2001    | Collegno | Parco della Certosa            | Motel Connection, Bluvertigo, Afterhours, Massimo Volume, Reggae National Tickets, Shandon e Tribà |
| 19 settembre 2001 | Roma     | Campo Lanciani                 | Mau Mau, Afterhours, Verdena, La Crus, Mao, Punkreas, Linea 77, Meganoidi e Massimo Volume         |

### 2002 - Seconda Edizione
| Data                 | Città            | Location                       | Line up |
| -------------------- | ---------------- | ------------------------------ | --- |
| 6 luglio 2002        | Catania          | Piazza Dante                   | Afterhours, Verdena, La Crus, Cristina Donà, 24 Grana, La Sintesi, Cesare Basile e Mario Venuti |
| 13 luglio 2002       | Padova           | Parcheggio Nord Stadio Euganeo | Modena City Ramblers, Afterhours, Verdena, Prozac+, Shandon, Julie's Haircut, Baustelle e Breakfast |
| 22 luglio 2002       | Pontassieve      | Stadio comunale                | Afterhours, Max Gazzè, La Crus, Delta V, Cristina Donà, Sux!, Micevice, Sushi e Marco Parente |
| 6 settembre 2002     | Cagliari         | Parco di Monte Claro           | Subsonica, Afterhours, Punkreas, Shandon, Linea 77, Francesco-C e Silvia Orlandi (Fiamma) |
| 20-21 settembre 2002 | Nizza Monferrato | Ex Fornace                     | Subsonica, Verdena, Animal Minimal, Meganoidi, Linea 77, Marco Parente, Bugo, Mao e Wah Companion Afterhours, Modena City Ramblers, Morgan, Madaski, Pacifico, Yo Yo Mundi, Lotus, Perturbazione, Casa del vento e Rex Devon |

### 2003 - Terza Edizione
| Data              | Città                | Location                       | Line up |
| ----------------- | -------------------- | ------------------------------ | --- |
| 6-7 giugno 2003   | Nizza Monferrato     | Ex Fornace                     | Subsonica, Marlene Kuntz, Cristina Donà, Punkreas, Yuppie Flu, Fratelli di Soledad, Micevice, GoodMorningBoy, Gatto Ciliegia contro il Grande Freddo, Bron Y Aur e Marco Notari Tiromancino, Afterhours, Bandabardò, Giorgio Canali, Meganoidi, Marco Parente, One Dimensional Man, 24 Grana, Zu e Breakfast |
| 28 giugno 2003    | Cagliari             | Parco di Monte Claro           | Modena City Ramblers, La Crus, Linea 77, Afterhours, Meganoidi, One Dimensional Man, Mondorama e Sikitikis |
| 12 luglio 2003    | Padova               | Parcheggio Nord Stadio Euganeo | Afterhours, Morgan, Punkreas, Linea 77, Giardini di Mirò, Bugo, Mambassa, Silvia Orlandi (Fiamma), Lotus e Super Elastic Bubble Plastic |
| 19 luglio 2003    | Fossacesia           | Spiaggia Arenile Sud           | Motel Connection, Afterhours, Africa Unite, Morgan, Cristina Donà, Linea 77, Shandon, Sud Sound System, Yuppie Flu, Marco Parente, Midwest e Matrioska |
| 26 luglio 2003    | Riccione             | Parco della Resistenza         | Afterhours con Federico Zampaglione, Modena City Ramblers, Africa Unite, Sud Sound System, Perturbazione, Julie's Haircut, Zu e Lotus |
| 5 agosto 2003     | Cursi                | Cave di Pietra                 | Afterhours, Africa Unite, Modena City Ramblers, Cristina Donà, Linea 77, Marco Parente, Lotus, Matrioska, Après La Classe e Psycho Sun |
| 30 agosto 2003    | Castelnovo ne' Monti | Piazzale Centro Fiera          | Modena City Ramblers, Afterhours, Marlene Kuntz, La Crus, Cristina Donà, Breakfast, Bartok e Portfolio |
| 20 settembre 2003 | Milano               | Mazda Palace                   | Elisa, Afterhours con Federico Zampaglione, Marlene Kuntz, P.G.R., Modena City Ramblers, Morgan, Cristina Donà, Perturbazione, Linea 77, Marco Parente, Estra, Yuppie Flu, One Dimensional Man, Lotus, Mambassa, e Cesare Basile                                                                             |

### 2004 - Quarta Edizione
| Data                 | Città                | Location                      | Line up |
| -------------------- | -------------------- | ----------------------------- | --- |
| 2-8 marzo 2004       | Mantova              | Piazza Sordello               | Subsonica, Modena City Ramblers, Verdena, Cristina Donà, Cesare Basile, Yuppie Flu, Julie's Haircut e Midwest Africa Unite, Afterhours, Perturbazione, Linea 77, Paolo Benvegnù, Mambassa, Marco Parente, One Dimensional Man, Lotus e Luca Gemma                                                                                              |
| 10-11 luglio 2004    | Castelnovo ne' Monti | Piazzale Centro Fiera         | Afterhours, The Zen Circus, Verdena, Frankie Hi-Nrg MC, Marco Parente, Hogwash, Cesare Basile, Micevice, Paolo Benvegnù, Appaloosa e Lemeleagre Max Gazzè, Le Vibrazioni, Giorgio Canali, Tre Allegri Ragazzi Morti, Giardini di Mirò, Shandon, Lotus, Cut, Northpole, Anonimo FTP, The Valentines e Diva Scarlet                              |
| 11-12 settembre 2004 | Milano               | Campo del Parco Ex Paolo Pini | Africa Unite, Afterhours, Caparezza, El Muniria, Meganoidi, Linea 77, One Dimensional Man, Gatto Ciliegia contro il Grande Freddo, Breakfast, Après La Classe, The Valentines e Uochi Toki Verdena, Skiantos, Modena City Ramblers, Avion Travel, Yuppie Flu, Cesare Basile, Bugo, Marta sui Tubi, Anonimo FTP, Luca Gemma, Deasonika e Egokid |
| 16-17 settembre 2004 | Genova               | Marina 2 Fiera                | Afterhours, Verdena, Giorgio Canali, Linea 77, Tre Allegri Ragazzi Morti, One Dimensional Man, Giardini di Mirò, Paolo Benvegnù, Appaloosa, Cut, Diva Scarlet e Northpole Max Gazzè, Africa Unite, Modena City Ramblers, Meganoidi, Shandon, Marco Parente, The Zen Circus, Micevice, GoodMorningBoy, Lotus, Mariposa e Anonimo FTP            |

### 2005 - Quinta Edizione
| Data              | Città      | Location             | Line up |
| ----------------- | ---------- | -------------------- | --- |
| 17 luglio 2005    | Arezzo     | Arezzo Wave @ Stadio | Afterhours, Songs With Other Strangers, Giuliano Palma & the Bluebeaters, One Dimensional Man, Après La Classe, Perturbazione, Franklin Delano e Vina3                                         |
| 22-23 luglio 2005 | Marcon     | Prato dei Popoli     | Afterhours, Linea 77, Mambassa, The Zen Circus e Super Elastic Bubble Plastic Marlene Kuntz, Perturbazione, Northpole, Marta sui Tubi, Jennifer Gentle, Francesco-C, Artemoltobuffa e N.A.M.B. |
| 20 agosto 2005    | Senigallia | Mamamia Estate       | Afterhours con Greg Dulli, Paolo Benvegnù, Musical Buzzino, Yuppie Flu, Settlefish, Perturbazione, Giorgio Canali e A Toys Orchestra                                                           |
| 27 agosto 2005    | Rimini     | Velvet Club          | Afterhours con Greg Dulli, One Dimensional Man, Morgan con Lombroso e Minnie's, Lo.Mo |